# John Herapath
John Herapath (* 30. Mai 1790 in Bristol; † 24. Februar 1868 in Lewisham) war ein englischer Physiker und Astronom, der teilweise die kinetische Gastheorie vorwegnahm, was aber von seinen Zeitgenossen kaum beachtet wurde; als Amateur-Wissenschaftler, der sich zudem nicht experimenteller Forschung, sondern vorwiegend theoretischer Spekulation verschrieben hatte, galt er in Großbritannien als Außenseiter.

## Leben
Herapath war der Sohn eines Malz-Herstellers und Cousin des Arztes und Chemikers William Bird Herapath. Er war größtenteils Autodidakt und hatte vor allem französische klassische Werke in Physik, Mathematik und Astronomie studiert. 1815 heiratete er und gab im selben Jahr seine Profession als Malz-Hersteller auf und eröffnete eine Privatschule für Mathematik, die aber nicht gut lief. 1837 hatte er bereits elf Kinder. Ab 1829 begann er sich für die damals neuartige Eisenbahn zu interessieren und er begann darüber Artikel zu schreiben. 1836 wurde Herapath der Herausgeber von The Railway Magazine (heute Railway Gazette International und nicht zu verwechseln mit dem gleichnamigen Magazin, das 1897 erstmals herausgegeben wurde), welches ihm die begrenzte Möglichkeit gab seine wissenschaftlichen Ideen zu publizieren. Das Magazin (bekannt als Herapath’s Railway and Commercial Journal) war damals erfolgreich.

## Werk
Herapaths wissenschaftliche Arbeiten begannen mit astronomischen Arbeiten und dem Versuch, eine mechanische Gravitationserklärung zu finden. Im Anschluss an Spekulationen von Isaac Newton über Gravitation als Folge von Dichteunterschieden im Äther kam er zu dem Schluss, dass die Gravitationskraft temperaturabhängig sein müsse, was ihn zur Beschäftigung mit statistischer Mechanik brachte. Dabei kam er zum Schluss, dass es einen Zusammenhang zwischen Temperatur und Teilchengeschwindigkeit geben müsse.
Herapath postulierte, dass der Impuls eines Teilchens in einem Gas nichts anderes als die Messung der Temperatur des Gases sei. Im Gegensatz zur späteren kinetischen Gastheorie zog er die Benutzung des Impuls-Begriffes gegenüber dem der  kinetischen Energie vor, um seiner Ansicht nach vorhandene Probleme mit Begriffen wie elastischer und unelastischer Stöße aus dem Weg zu gehen. Obwohl er offensichtlich die Arbeiten von Daniel Bernoulli (der mit seiner Hydrodynamica von 1738 und der Interpretation von Wärme als innerer Bewegung ebenfalls als Vorläufer der kinetischen Gastheorie gilt) nicht kannte, wurde er zur naheliegenden, aber nicht ganz korrekten Annahme geführt, dass das Produkt des Drucks P und des Volumens V proportional sei zum Quadrat der von ihm so genannten „richtigen Temperatur“. Die korrekte Beziehung ist jedoch proportional zur absoluten Temperatur und nicht zu ihrem Quadrat. Der Fehler ergab sich aus der Identifikation von Impuls mit der Temperatur.
Er entwickelte seine Theorie ab 1814 und übermittelte seine Ideen der Royal Society im Jahre 1820. Herapaths Arbeit wurde jedoch von Sir Humphry Davy abschlägig beurteilt, weil er nicht mit einem absoluten Nullpunkt der Temperatur, wie sie nach Herapaths Theorie existieren müsse, einverstanden war. 1821 gelang es Herapath jedoch, in den Annals of Philosophy seine Arbeit zu veröffentlichen, einem Journal in dem u. a. auch Michael Faraday Beiträge erstellte. Die Arbeit schien jedoch geringes Interesse bei seinen Zeitgenossen zu wecken. Die Ausnahme war James Prescott Joule, der 1848 einen kurzen Abriss der Arbeit veröffentlichte. In der Zwischenzeit zettelte Herapath eine Kampagne gegen Davy und die Royal Society in der Zeitung The Times an.
1836 berechnete er auf Basis seiner Gastheorie die mittlere Geschwindigkeit der Teilchen in einem Gas und daraus die Schallgeschwindigkeit (ein Ergebnis, das er schon 1832 auf dem Treffen der British Association for the Advancement of Science ankündigte). Joule reproduzierte diese Ergebnisse, aber wird zu Unrecht gewöhnlich als der Urheber bezeichnet.
Er überarbeitete seine Theorien in den 1840er Jahren, vor allem basierend auf der Experimentalarbeit von Thomas Graham und Henri Victor Regnault, und veröffentlichte diese 1847 in seinem zweibändigen Werk Mathematical Physics. Der als Begründer der kinetischen Gastheorie geltende James Clerk Maxwell würdigte Herapath als Vorläufer in seiner Arbeit On the Dynamical Theory of Gases (1866)
Am 7. Januar 1831 entdeckte der ebenfalls in der Astronomie engagierte Herapath den Großen Kometen von 1831.

## Schriften
- On the physical properties of gases. In: Annals of Philosophy. 1816, S. 56–60.
- On the Causes, Laws and Phenomena of Heat, Gases, Gravitation. In: Annals of Philosophy. Band 9. 1821, S. 273–293.